# Grace Poe
Mary Grace Sonora Poe Llamanzares (Iloilo, 3 settembre 1968) è una politica filippina, è membro del Senato delle Filippine, dopo essere stata eletta Senatrice nel 2013.

## Biografia
Nata nella città di Iloilo, ma abbandonata dai propri genitori, fu adottata dall'artista nazionale e attore Fernando Poe Jr. e da sua moglie Susan Roces. È cresciuta nelle Filippine ed in seguito si è trasferita negli Stati Uniti dove ha trascorso la sua adolescenza e si è laureata presso il Boston College. Nel dicembre 2004 è tornata nelle Filippine in occasione della morte del padre adottivo, candidatosi senza successo alle presidenziali di quell'anno.
In seguito alla morte di Fernando Poe è ritornata permanentemente nelle Filippine. Per via dei discussi risultati delle elezioni presidenziali del 2004 che hanno visto la sconfitta del padre adottivo, diversi partiti politici l'hanno spinta ad intraprendere a sua volta una carriera politica. Prima della morte, Fernando Poe aveva accusato l'amministrazione di Gloria Macapagal-Arroyo di brogli elettorali ed affermato di essere il vero vincitore delle elezioni.
Nel 2010 è stata eletta presidente del Movie and Television Review and Classification Board o MTRCB da Benigno Aquino III, occupando tale carica sino al 2012. Successivamente ha iniziato la propria carriera politica presentandosi alle elezioni del Senato nel 2013 come candidata indipendente. Nel giugno 2013 è stata eletta senatrice, classificandosi a sorpresa al primo posto tra i candidati dopo aver ottenuto il maggior numero di voti. Il 16 settembre 2015 ha annunciato la sua candidatura alle elezioni presidenziali del 2016, dove si è classificata terza.